# F. H. Townsend

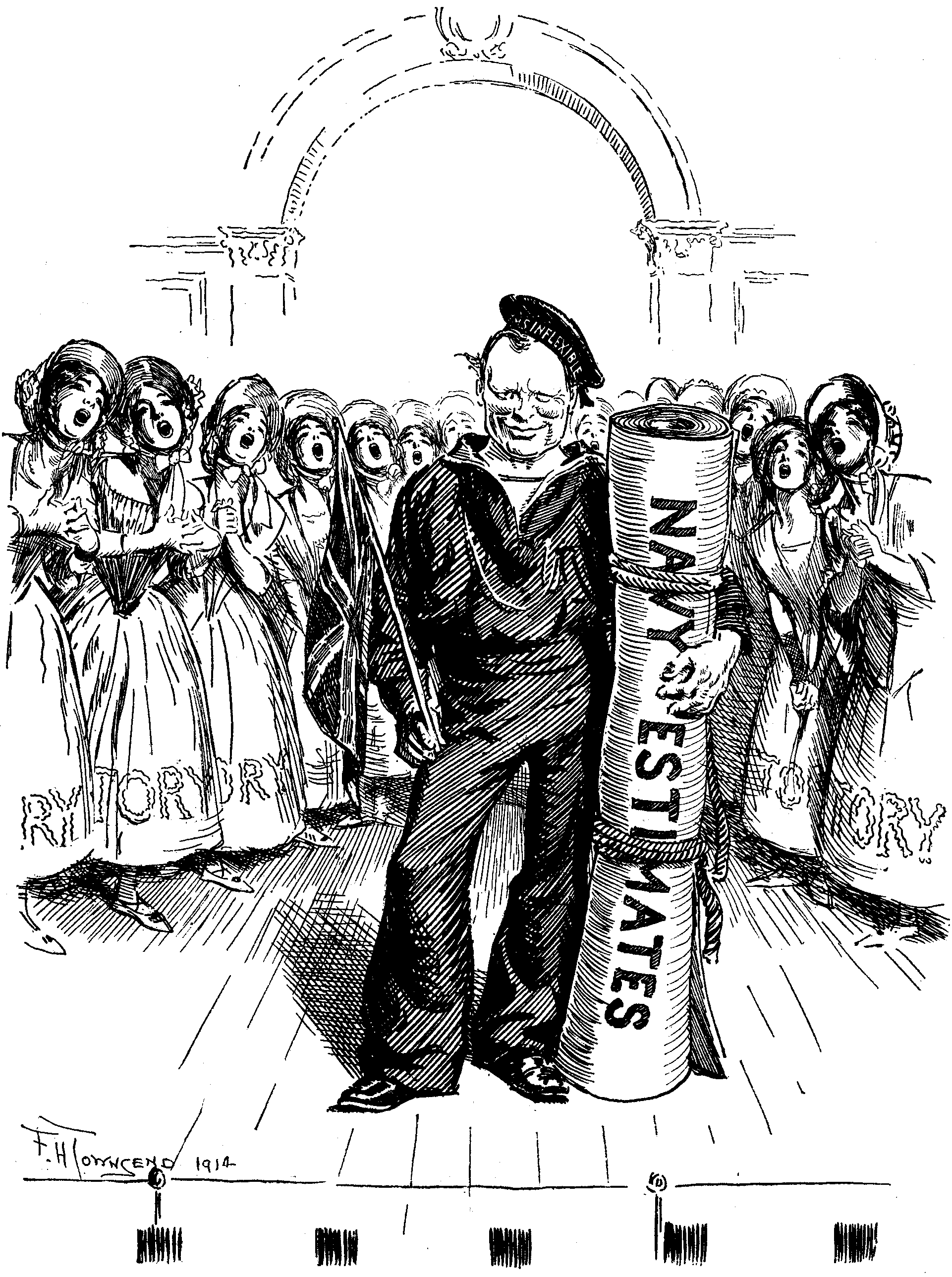
Caricature de F.H. Townsend dans Punch, 14 janvier 1914, représentant Winston Churchill.

Frederick Henry Townsend, né le 25 février 1868 et mort le 11 décembre 1920,, est un illustrateur, dessinateur et éditeur d'art britannique de Punch.

## Biographie

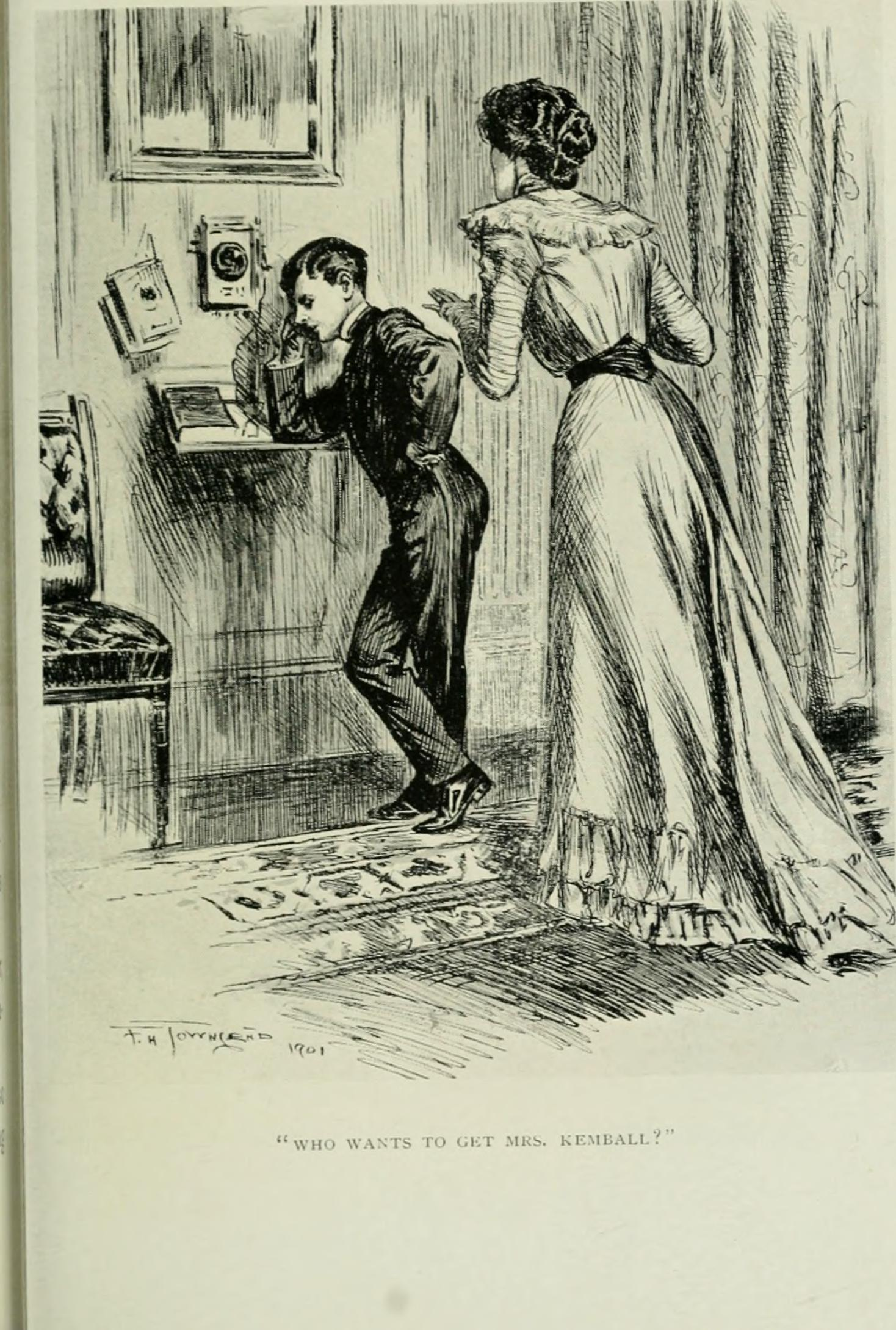
Illustration du roman Those Delightful Americans de Sara Jeannette Duncan (Mme Everard Cotes), 1902.

Il illustre la deuxième édition du roman Jane Eyre de 1847 de Charlotte Brontë, A Child's History of England, Gryll Grange et House of the Seven Gables de Nathaniel Hawthorne en 1902.
F. H. Townsend contribue à des dessins à Punch, dont il devient le rédacteur artistique pendant quinze ans, de 1905 à sa mort.
Il est membre du Chelsea Arts Club (depuis sa fondation en 1891) et de l'Arts Club (à partir de 1908). Plus tard, il s'intéresse à la gravure et en 1915, il est élu associé de la Royal Society of Painter-Etchers and Engravers (ARE), après avoir étudié la gravure sous Sir Frank Short environ deux ans auparavant.
F. H. Townsend est l'un des principaux illustrateurs sélectionnés par Percy Bradshaw pour figurer dans son ouvrage The Art of the Illustrator, qui présente un portfolio distinct pour chacun des vingt illustrateurs
Il meurt le 11 décembre 1920 et est inhumé dans la tombe familiale du côté est du cimetière de Highgate.